# Лекселл, Карен
Карен Ли Ле́кселл (англ. Karen Lee Leksell) — американская кёрлингистка.
В составе женской сборной США участник чемпионата мира 1984 (заняли девятое место). Чемпионка США среди женщин.

## Достижения
- Чемпионат США по кёрлингу среди женщин: золото (1984).

## Команды
| Сезон   | Четвёртый     | Третий        | Второй            | Первый            | Турниры                        |
| ------- | ------------- | ------------- | ----------------- | ----------------- | ------------------------------ |
| 1983—84 | Эми Хэттен    | Терри Лекселл | Карен Лекселл     | Келли Сигер       | ЧСШАЖ 1984 · ЧМ 1984 (9 место) |
| 1992—93 | Барб Перрелла | Карен Лекселл | Linda Christensen | Cyndee Johnson    | ЧСШАЖ 1993 (??? место)         |
| 1994—95 | Барб Перрелла | Карен Лекселл | Cyndee Johnson    | Linda Christensen | ЧСШАЖ 1995 (??? место)         |
| 1995—96 | Барб Перрелла | Карен Лекселл | Cyndee Johnson    | Linda Christensen | ЧСШАЖ 1996 (??? место)         |

(скипы выделены полужирным шрифтом)